# Širokouhi netopir
Širokouhi ali mulasti netopir (znanstveno ime Barbastella barbastellus) je evropska vrsta netopirjev iz družine gladkonosih netopirjev.

## Opis
Odrasli širokouhi netopirji dosežejo dolžino med 4,5 in 5,8 cm, imajo razpon prhuti med 26 in 29 cm ter tehtajo med 6 in 13 g. Imajo kratek gobec, majhne oči in široke uhlje, po čemer je vrsta dobila slovensko ime.
Dan preživijo v razpokah v lesu in v odstopajoči skorji poškodovanih ali odmrlih dreves. Običajno se zadržujejo v listopadnih gozdovih, svoja skrivališča pa pogosto menjavajo.
Samice junija ali julija običajno skotijo dva mladiča.

## Eholociranje
Širokouhi netopir za eholociranje uporablja dva različna zvoka. Pri prvem oddaja na frekvencah med 30 in 38 kHz, z največjo energijo pri 33 kHz in povprečno dolžino pulza 2,5 ms. Pri drugem oddaja na frekvencah med 29 in 47 kHz z največjo energijo pri 38 kHz in povprečnim trajanjem pulza 4,1 ms.